# Industria textil en Crevillente

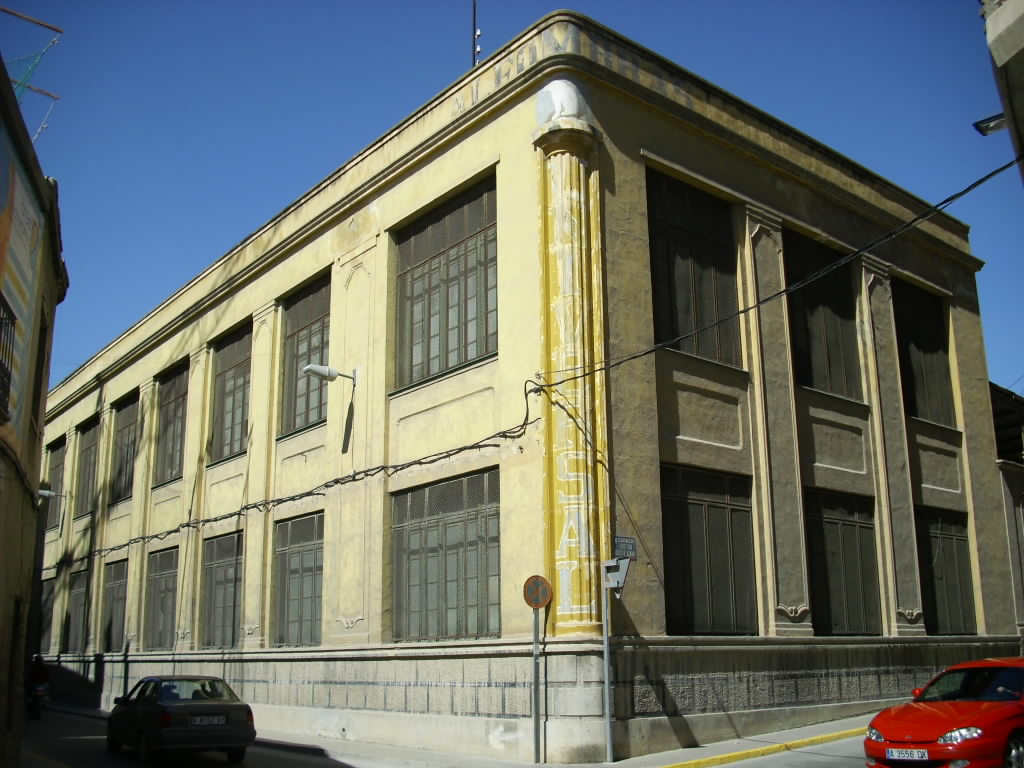
Edificio de la antigua fábrica de alfombras La Universal.

La industria textil en Crevillente, centrada principalmente en la fabricación de alfombras, ha sido históricamente el motor económico y sociolaboral más relevante de esta localidad de la provincia de Alicante. Este fuerte vínculo entre Crevillente y la producción textil le ha valido el sobrenombre de Ciudad de la Alfombra. Su desarrollo a partir de técnicas artesanales tradicionales dio lugar a una potente industria mecanizada, que llegó a situar a Crevillente como líder nacional en la producción y exportación de alfombras durante el siglo XX.

## Historia
Los orígenes de la industria textil en Crevillente se remontan a la Edad Media, con referencias documentales desde el año 1411 que ya mencionan la actividad en torno al trenzado de fibras vegetales como el esparto y el junco. Estas fibras se utilizaban para la elaboración de esteras, persianas, alpargatas, cuerdas y otros útiles domésticos y agrícolas.
Durante siglos, esta actividad se mantuvo como un oficio familiar y artesanal. No fue hasta finales del XIX cuando comenzaron a surgir pequeños talleres especializados en productos textiles más elaborados, especialmente alfombras tejidas manualmente en telares de madera. Este paso supuso el germen de la futura industrialización.
La incorporación de telares mecánicos en la década de 1920, traídos en su mayoría desde Bélgica, Alemania o el País Vasco, marcó el inicio de una etapa de expansión productiva que se aceleraría tras la Guerra Civil.

## Auge y consolidación

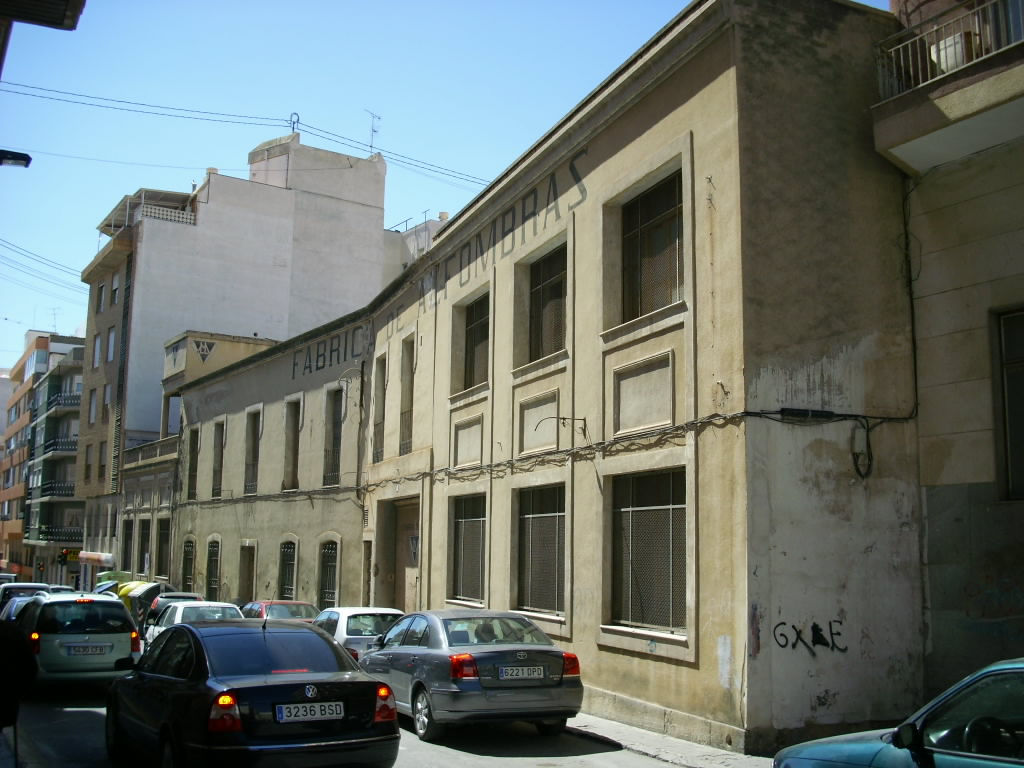
Edificio de la antigua fábrica de alfombras La Viuda.

Entre las décadas de 1950 y 1980, Crevillente vivió su etapa de mayor auge industrial. El crecimiento demográfico y urbano de la localidad fue paralelo al aumento del número de fábricas y talleres. Se estima que en los años 70 la localidad contaba con más de 80 empresas dedicadas directa o indirectamente al sector de la alfombra.
La consolidación del sector vino acompañada de la creación, en 1977, de la Unión Nacional de Fabricantes de Alfombras, Moquetas y Afines (UNIFAM), con sede en Crevillente, con el objetivo de coordinar la representación del gremio y defender sus intereses frente a la administración pública.
Durante esta etapa, la industria de la alfombra representaba hasta el 76 % de las exportaciones nacionales del sector. La producción se realizaba tanto para el mercado interior como para países como Francia, Alemania, Reino Unido, Estados Unidos y países del Golfo Pérsico.
El modelo industrial de Crevillente se caracterizó por un ecosistema productivo mixto, con fábricas de mayor tamaño (dedicadas a tareas como el hilado, teñido o acabado) y una red de pequeños talleres familiares o cooperativas que producían a destajo. Muchas mujeres trabajaban desde casa o en talleres anexos, lo que configuró un modelo flexible, descentralizado y muy arraigado socialmente.
La especialización por fases del proceso también permitió una notable diversificación: hilado, cardado, tinte, tejeduría, anudado, remate, control de calidad y embalaje.

## Crisis y reconversión
Desde finales de los años 80, el sector comenzó a sufrir una grave crisis provocada por varios factores: la liberalización del comercio exterior, la llegada de productos de bajo coste procedentes de Asia y Turquía, el encarecimiento de materias primas, y la falta de relevo generacional en las pequeñas empresas.
Esto provocó el cierre progresivo de decenas de fábricas, una fuerte pérdida de empleos y una progresiva deslocalización de la producción. El número de empresas del sector disminuyó drásticamente en las primeras décadas del siglo XXI.
A pesar de la contracción sufrida, algunas empresas del sector han logrado adaptarse apostando por la calidad, la innovación técnica y el diseño personalizado. También se han potenciado iniciativas de digitalización, como la venta en línea, el uso de tejidos técnicos para revestimientos y la participación en ferias internacionales como Domotex (Alemania) o Home Textiles Premium (España).

## Legado cultural y promoción
El patrimonio industrial de Crevillente forma parte de su identidad local. Desde 2016, se celebra anualmente la Feria de la Alfombra, organizada por UNIFAM y el ayuntamiento, para promover el sector y dar visibilidad a su legado cultural. El evento incluye exposiciones, talleres demostrativos y venta directa de productos.
Además, el Museo de la Semana Santa de Crevillente y el Museo Pintor Julio Quesada Guilabert incorporan piezas textiles en sus colecciones y exposiciones temporales, contribuyendo a preservar la memoria de esta industria.